# Maatschappelijk werk
Maatschappelijk werk is een beroep binnen de sociale sector. Maatschappelijk werkers leren mensen zichzelf beter te redden in hun sociale omgeving.

## Maatschappelijk werk in Nederland

### Geschiedenis van het maatschappelijk werk (Nederland)
Hoewel er ook voor de 19e eeuw vormen van maatschappelijk werk in Nederland te vinden zijn liggen de wortels van het hedendaagse maatschappelijk werk met name in de 19e eeuw.
a) Gestimuleerd door de ideeën van de Verlichting werden rationele pogingen ontwikkeld om de armoede te bestrijden. Een belangrijk exponent hiervan was Johannes van den Bosch, die een poging tot opheffing van de armoede in Nederland ondernam door de oprichting van de Maatschappij van Weldadigheid. In deze periode ontstonden ook initiatieven op het gebied van de reclassering en de kinderbescherming. De oprichters van de Maatschappij tot Nut van 't Algemeen legden het accent op het volksontwikkelingswerk als instrument tot verheffing van de mensen. De gemeenschappelijke noemer was een optimistisch mensbeeld en een groot vertrouwen in een redelijke aanpak van maatschappelijke problemen.
b) Vanuit de kerken werd vooral een charitatieve en filantropische invalshoek gekozen. Hulpverlening werd gezien als een opdracht aan leden van de kerk. In rooms-katholieke kring leidde dat tot de oprichting van de Vincentiusverenigingen. In protestantse kring kwamen initiatieven onder meer uit de kringen van het Reveil, gestimuleerd door Ottho Gerhard Heldring. Ook het Leger des Heils van William Booth ging zich bezighouden met hulpverlening. Hulpverlening werd in deze kringen vooral gezien als een opdracht van God.
c) De strijd voor sociale verbetering door de arbeidersbeweging in de tweede helft van de 19e eeuw leidde tot nieuwe sociale wetgeving: kinderwetten, woningwet, zedelijkheidswetten, armenwet en arbeidswetgeving. Maatschappelijk werkers werden ingezet bij de uitvoering van deze wetten.
Tegen deze achtergrond ontstond een behoefte aan geschoolde hulpverleners. In 1899 werd daartoe door onder anderen Marie Muller-Lulofs, Hélène Mercier en Arnold Kerdijk de Opleidingsinrichting voor Socialen Arbeid opgericht. Voor de Tweede Wereldoorlog zouden er nog drie volgen.
In het begin van de 20e eeuw lag het accent vooral op het volksontwikkelingswerk en het woningmaatschappelijkwerk. In die periode kwamen onder meer de woonscholen tot stand, buurten waarin getracht werd om probleemgezinnen op te voeden tot ‘nette’ bewoners. Tijdens de Tweede Wereldoorlog werd het maatschappelijk werk in Nederland deels overgenomen door de gelijkschakelde Nederlandsche Volksdienst. Na de Tweede Wereldoorlog ontstonden er meer opleidingen voor maatschappelijk werker, die al snel sociale academies werden genoemd. Het maatschappelijk werk kwam onder invloed van ideeën uit Amerika, die in Nederland vooral door Marie Kamphuis werden verspreid. De aandacht kwam daarbij te liggen op de zelfredzaamheid van de cliënten. Door de ontwikkelingen in de jaren 70 verschoof het accent in het maatschappelijk werk, onder invloed van de Herman Milikowski (Lof der onaangepastheid), Saul Alinsky (Dat hoef je niet te nemen!) en Paulo Freire (Pedagogie van de onderdrukten) naar een meer op emancipatie gericht werken. Niet aanpassing van de cliënten aan de maatschappij, maar aanpassing van de maatschappij aan de cliënt was toen de invalshoek. In de laatste jaren van de 20e eeuw verschoof de aandacht weer meer naar een op de cliënt gerichte benadering. Uit die periode stamt de zogenaamde bemoeizorg.

### Nederlandse vereniging van Maatschappelijk Werkers/NVMW
In Nederland is de Nederlandse Vereniging van Maatschappelijk Werkers (NVMW) actief, de beroepsvereniging van maatschappelijk werkers. De NVMW heeft een beroepsprofiel en een beroepscode opgesteld waar de, bij de vereniging geregistreerde, maatschappelijk werkers zich aan dienen te houden.

#### Beroepscode
Om de identiteit en de kwaliteit van het beroep te behouden is een beroepscode opgesteld. De beroepscode voor de maatschappelijk werker beschrijft de collectieve beroepsnormen voor het beroepsmatig handelen van maatschappelijk werkers. Bij het maken van beroepsethische afwegingen biedt de beroepscode een handvat en hij vormt de basis voor het verenigingstuchtrecht van de Nederlandse Vereniging van Maatschappelijk Werkers.
De beroepscode voor de maatschappelijk werker is in 1962 opgesteld door Bertje Jens en geactualiseerd in 1990, 1999 en 2010. Daarbij speelt onder meer de vraag naar de verhouding tussen enerzijds de vertrouwelijkheid en geheimhouding van gegevens en anderzijds de noodzaak tot het uitwisselen van gegevens met andere hulpverleners bijvoorbeeld in het geval van kindermishandeling. De code geeft aan waar het handelen van de maatschappelijk werker op gebaseerd is en biedt richtlijnen voor de hulpverlening. Aan de hand van de code kan het beroepsmatig handelen van de maatschappelijk werker worden getoetst.

#### Beroepsprofiel
De beroepscode gaat niet zonder het bijbehorende beroepsprofiel. Het profiel bevat een plaatsbepaling van het beroep, beschrijft taken en competenties en het werkveld van maatschappelijk werk. Het beroepsprofiel is een uitgave van de NVMW. Het profiel bevat een plaatsbepaling van het beroep, beschrijft taken en competenties en het werkveld van maatschappelijk werk. De belangrijkste taken van de maatschappelijk werker zijn preventie, interventie, psychosociale hulpverlening, advies en concrete dienstverlening, maatschappelijk onderzoek en sociale rapportering en signaleren ten behoeve van sociaal beleid.

#### Functie, doel en middelen
Door de NVMW is de functie en het doel van het maatschappelijk werk als volgt omschreven:
De functie van het werk is mensen te ondersteunen bij het oplossen van en omgaan met problemen en verstoringen in hun functioneren in wisselwerking met hun sociale omgeving. De maatschappelijk werker beoogt met zijn hulpverlening het sociaal functioneren van personen of de wisselwerking tussen personen en hun sociale omgeving te verbeteren. De realisering van dit doel vormt een gezamenlijke activiteit van de maatschappelijk werker en de betrokkene(n)
Maatschappelijk werkers proberen hun cliënten inzicht te geven in hun problemen en ondersteunen hen bij het oplossen van hun problemen. Tegelijkertijd beogen zij met de hulpverlening, dat hun cliënten ook na afloop van de hulpverlening beter in staat zijn om hun problemen op te lossen. Maatschappelijk werkers zetten zich er ook voor in om het aanbod van instellingen zo goed mogelijk af te stemmen op de problemen van hun cliënten. Daartoe geven zij ook voorlichting aan instanties en andere betrokkenen. Ook verzamelen zij gegevens over tekortkomingen in het functioneren van instanties en bij de uitvoering van wetgeving, waardoor het beleid kan worden aangepast.

### Naam
Internationaal wordt het beroep van maatschappelijk werker aangeduid als social worker. In Duitstalige landen als Sozialarbeiter. De beroepsvereniging van maatschappelijk werkers in Nederland heeft ervoor gekozen om aan de naam maatschappelijk werker vast te houden. Wel is de beroepsvereniging aangesloten bij de International Federation of Social Workers.

### Werkveld
Door het brede takenpakket kan de maatschappelijk werker bij diverse organisaties worden ingezet, bij het algemeen maatschappelijk werk (amw) maar ook bij instellingen als ziekenhuizen, verpleeg- en verzorgingstehuizen, bij sommige grote scholen, bij de Raad voor de Kinderbescherming en de jeugdzorg, in verschillende soorten klinieken, binnen de verslavingszorg, de schuldhulpverlening en dergelijke. Ook grote bedrijven hebben vaak bedrijfsmaatschappelijk werkers in dienst.

### Opleiding
Maatschappelijk Werk en Dienstverlening (MWD) is een bacheloropleiding aan de Nederlandse hogescholen. Daarnaast bieden sommige hogescholen de opleiding Social Work aan, een gecombineerde opleiding van Maatschappelijk Werk en Dienstverlening, Sociaal-Pedagogische Hulpverlening, Culturele maatschappelijke vorming en Creatieve Therapie. Zowel de opleiding MWD als Social Work kan in voltijd en in deeltijd plaatsvinden. Verder bestaan er voor afgestudeerde studenten mogelijkheden om een mastergraad te behalen via het volgen van verdere opleidingen.
Daarnaast bestond er een mbo-opleiding Sociaal Dienstverlener op niveau 3 in Nederland. Deze opleiding was tot 1983 een opleiding voor bijstandsconsulenten die werkzaam waren bij gemeentelijke sociale diensten. Vanaf 1983 tot 2008 was het een mbo-voltijdsopleiding die werd gegeven door mbo-scholen voor Welzijn. Vanaf het jaar 2008 in verband met het nieuwe kwalificatiedossier in het mbo is er een nieuw mbo-opleiding opgericht: Sociaal-Maatschappelijk Dienstverlener op niveau 4. De mbo-opleiding duurt 3 jaar en wordt gegeven door ROC's die verspreid liggen over heel Nederland.

## Voor Vlaanderen
Zie Maatschappelijk assistent.